# デバイス販売テクノ
デバイス販売テクノ株式会社（デバイスはんばいテクノかぶしきがいしゃ、英: Devices Sales Technology Co.,Ltd.）は、東京都大田区に本社を置く電子部品の設計、製造、販売を手掛ける日本の企業。
ウイルテックの100％子会社であり、ウイルテックグループに所属する。2014年5月までパナソニックデバイス販売テクノ株式会社としてパナソニックグループに所属していた。

## 概要
主力商品は電子部品機器の設計・製造・販売であるが板金加工等もしている。自社で設計・製造した製品を販売するほか、パナソニック株式会社などの他社製品の販売、また他社と共同設計製品の製造・販売も手がける。

### 得意とする設計・製造・販売
出典:
- 各種自動制御機器並びに電装品・電子応用機械の設計・製造・販売
- FA（工場自動化）関連機器の設計・製造・販売
- 電源装置の設計・製造・販売
- システム機器の設計・製造

### 主な商品
出典:
- アクチュエータ制御類 - 1軸～多軸制御、位置決め制御、PID制御、速度制御、DCモータ制御、ソレノイド
- シーケンス制御類 - PLC、マイクロコンピュータ、PLD/FPGA
- 通信類 - 有線、無線
- センサ類 - 超音波、圧力、人検知、温度/湿度、電圧・電流、電力
- 表示器類 - 表示器、LCD、LED
- 電源類 - カスタム電源
- 板金等カスタム対応 - 板金・筐体、制御パネル、表面シート・印刷、成形品

## 沿革
出典:
- 1964年（昭和39年）4月 - 東京都大田区矢口にミクロン機器株式会社として設立。松下電工（のちのパナソニック電工。現・パナソニック株式会社）と代理店契約締結。
- 1971年（昭和46年）
  - 5月 - 東京都大田区千鳥に新社屋建設。
  - 10月 - 福島県須賀川市に工場進出。
- 1972年（昭和47年）10月 - 静岡県浜松市に浜松営業所開設。
- 1974年（昭和49年）
  - 1月 - 福岡県福岡市に福岡営業所開設。
  - 8月 - 福島県須賀川市に工場建設。
- 1979年（昭和54年）2月 - 福島県須賀川市に郡山営業所開設。
- 1998年（平成10年）1月 - マイクロン株式会社に社名変更。東京都大田区千鳥に新本社ビル竣工。
- 2001年（平成13年）3月 - 松下制御機器株式会社が100%出資。松下電工株式会社の連結決算会社となる。
- 2002年（平成14年）10月 - 東京都立川市に立川営業所開設。
- 2006年（平成18年）4月 - 松下電工制御テクノ株式会社に社名変更。
- 2008年（平成20年）10月 - パナソニック電工制御テクノ株式会社に社名変更。
- 2012年（平成24年）4月 - パナソニックデバイス販売テクノ株式会社に社名変更。
- 2014年（平成26年）10月 - 株式会社ウイルテックが100％出資。ウイルテックグループ所属となる。デバイス販売テクノ株式会社に社名変更。

## 拠点
出典:
- 本社・オフィス - 東京都大田区千鳥2丁目9-18
- 須賀川工場・郡山営業所 - 福島県須賀川市台30
- 中部営業所 - 愛知県名古屋市中区新栄2丁目1-4　アソルティ新栄9階A号室